# Eustache-Hyacinthe Langlois

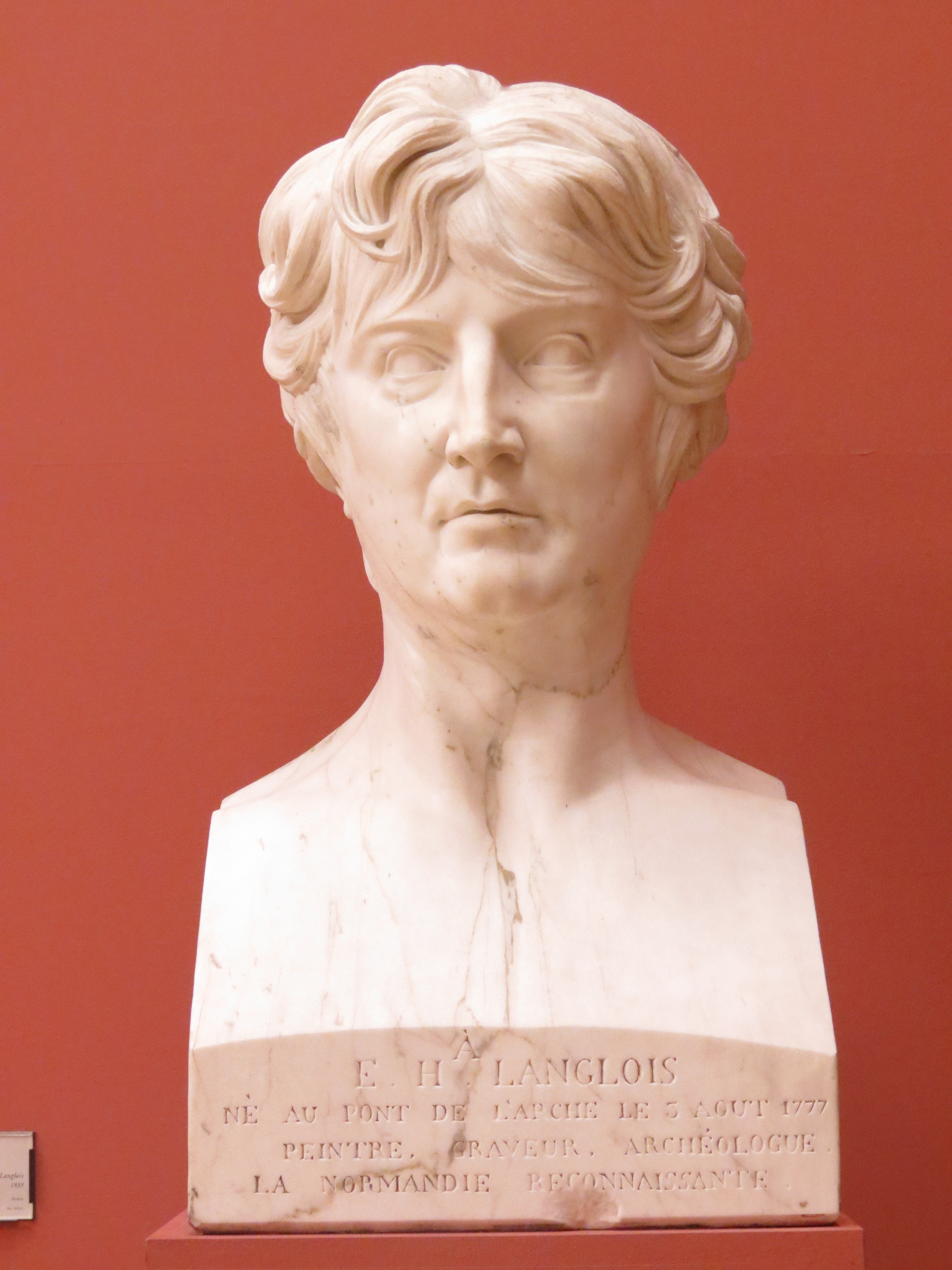
Büste von Eustache-Hyacinthe Langlois, geschaffen von Pierre Jean David d’Angers (Musée des beaux-arts de Rouen)

Eustache-Hyacinthe Langlois (* 3. August 1777 in Pont-de-l’Arche; † 29. September 1837 in Rouen) war ein französischer Maler, Zeichner, Graveur und Kunsthistoriker.

## Leben
Nach dem von seinem Vater geforderten Besuch der Militärschule École de Mars bis Oktober 1794, widmete sich Langlois der Kunst. Im Jahr 1798 wurde er Schüler des Historienmalers Anicet Charles Gabriel Lemonnier und danach von Jacques-Louis David. Langlois lebte bis 1806 in Paris, wo er viele Kontakte mit Künstlern pflegte.

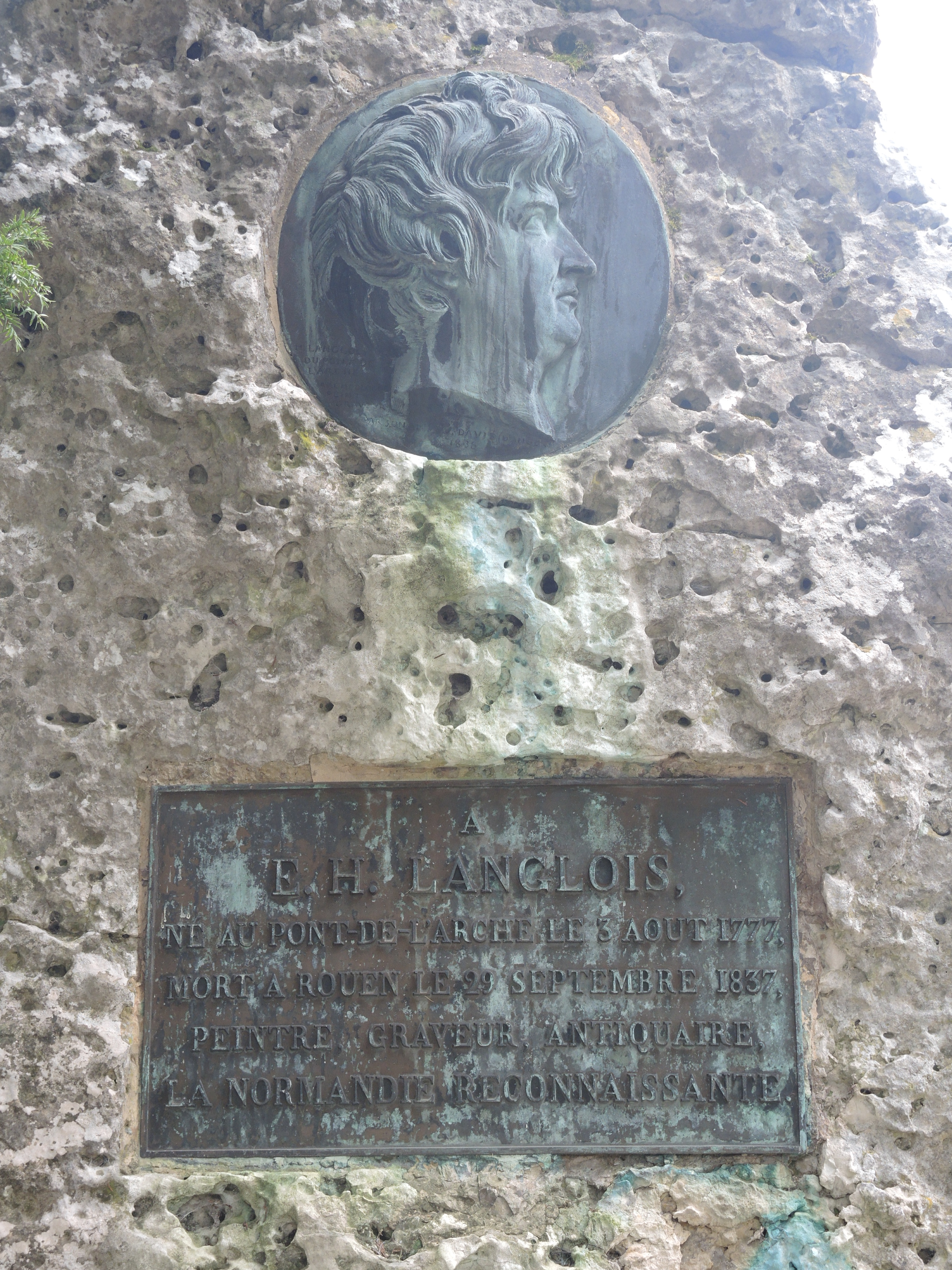
Grab auf dem Friedhof von Rouen

Nach Jahren in seinem Geburtsort Pont-de-l’Arche, wo er nur schwer seine Familie durch seine Malerei ernähren konnte, zog Langlois 1816 nach Rouen um. Erst im Jahr 1828 erhielt er durch die Unterstützung der Prinzessin Maria Karolina von Neapel-Sizilien eine Professorenstelle für Zeichnen und Malerei an der École de dessin et de peinture de Rouen. Schon zuvor hatte Langlois mit der Publikation archäologischer und kunstgeschichtlicher Publikationen (Beispiel: Recueil de quelques vues de sites et monuments de la France et de la Normandie…, Rouen 1817) begonnen. 
Sein Spezialgebiet wurde die Glasmalerei in der Normandie, weshalb er als Pionier auf diesem Gebiet bezeichnet wird. 
Auf dem Cimetière monumental de Rouen, wo Eustache-Hyacinthe Langlois bestattet wurde, errichtete man einige Jahre nach seinem Tod ein Grabmonument, das durch einen öffentlichen Spendenaufruf finanziert wurde.

## Mitgliedschaften und Auszeichnungen
- Société libre d’émulation de la Seine-Maritime
- Société des antiquaires de France
- 1824: Académie des sciences, belles-lettres et arts de Rouen
- 1835: Ritter der Ehrenlegion

## Werke zur Glasmalerei (Auswahl)
- Mémoire sur la peinture sur verre et sur quelques vitraux de Rouen. Séance publique de la Societé libre d’Émulation de Rouen, 1823.
- Essai historique et descriptif sur la peinture sur verre ancienne et moderne et sur les plus remarquables de quelques monuments français et étrangers, suivi de la bibliographie des plus anciens peintres-verriers. Rouen 1832.